# Xyletinus longitarsis
Xyletinus longitarsis là một loài bọ cánh cứng thuộc chi Xyletinus trong họ Ptinidae.